# حاييم خيفير
حاييم خيفير (بالعبرية: חיים חפר‏) (29 أكتوبر 1925 - 18 سبتمبر 2012) شاعر وشاعر غنائي وكاتب إسرائيلي بولندي المولد.
كتب للعديد من الملحنين والمغنين وكذلك للفرق العسكرية. وتعتبر العديد من أغانيه، بما في ذلك "هافينجان" و"هايو زمانيم"، من الكلاسيكيات الإسرائيلية.
حصل على جائزة إسرائيل عام 1983 تقديراً لإسهاماته في الموسيقى الإسرائيلية.

## سيرته الشخصية
ولد حاييم فاينر (خيفير لاحقًا) في سوسنوفيتش في بولندا فب عام 1925 لأبوين يهوديين هما يساكر فاينر بائع شوكولاتة، وريفكا هيرزبيرغ ربة منزل. وتعلم اللغة العبرية على يد مدرس خاص.
هاجرت عائلته إلى فلسطين عام 1936 واستقرت في رعنانا. وبدأ الكتابة الإبداعية في سن الثالثة عشرة في مسابقة وطنية. ولم يكمل دراسته الثانوية مطلقًا وانضم إلى البلماح عام 1943.  وشارك في تهريب المهاجرين غير الشرعيين عبر سوريا ولبنان. وخلال الحرب العربية الإسرائيلية عام 1948 كان أحد مؤسسي فرقة تشيزباترون وهي الفرقة الموسيقية في قوات البلماح، وكان كاتب الأغاني الرئيسي فيها.  وكان يلقب بـ "الكيلومتر" لأنه "كان وزنه كيلو وكان ارتفاعه مترًا فقط". 
كان خيفير يمتلك منزلاً في عين هود،  لكنه أقام في تل أبيب. وكان متزوجا من روتي هاراماتي وأنجب منها ابنة اسمها ميمي.  وفي 1975-1978 عمل خيفير ملحقًا ثقافيًا في القنصلية الإسرائيلية في لوس أنجلوس. 
في 18 سبتمبر 2012 (اليوم الثاني من رأس السنة اليهودية 5773)، توفي خيفير في مركز سوراسكي الطبي في تل أبيب، بعد صراع طويل مع المرض. 

## عمله الموسيقي
في الخمسينيات كتب خيفير ودهن بن عموتس حقيبة من الأكاذيب وهي مجموعة من الحكايات الطويلة التي تم تأليفها في البلماح، وأسسا نادي "الحمام" في يافا. وخلال تلك الفترة أسس "Revi'iat Moadon HaTeatron" (الفرقة الرباعية لنادي المسرح). وكان يكتب عموداً أسبوعياً في صحيفة يديعوت أحرونوت يتضمن مقامات حول الأحداث الجارية.  وحققت حقيبة الأكاذيب نجاحا جماهيرا لحد العبادة في إسرائيل.  وتم تعيينه فيما بعد ملحقًا ثقافيًا للقنصل الإسرائيلي في لوس أنجلوس. 
كتب لعشرات الملحنين منهم ساشا أرجوف وموشيه ويلينسكي ودوبي سيلتزر. ومن بين الفنانين الذين غنوا أغانيه أريك لافي ويهورام غاون وشوشانا داماري ويافا يركوني، بالإضافة إلى فرقة The High Windows (النوافذ العالية) ومعظم الفرق العسكرية الإسرائيلية.  كتب أغاني للمسرحيات الموسيقية منها كازابلان و أنا أحب مايك.
وتعتبر العديد من أغانيه مثل "هافينجان" (غلاية بيلي)، "هايو زمانيم" (في تلك الأيام)، "هاسيلا هادوم" (الصخرة الحمراء) و"هاميلخاما هاخرونا" (الحرب الأخيرة) من الكلاسيكيات.
كما نشر عدة مجموعات من أشعاره. وقبيل حرب 1948 كتب أغنية بعنوان "بين الحدود" عن الهجرة وتضمنت عبارة "نحن هنا درعا دفاعيا". وفي عام 2002 شن الجيش الإسرائيلي عملية في الضفة الغربية وأطلق عليها اسم عملية الدرع الواقي. 

## الجدل
في عام 2002 وصف خيفير الثقافة اليهودية المغربية بأنها أقل شأنا من ثقافة اليهود البولنديين. ووصف أفيف جيفين بأنه مزيف، وانتقد يافا ياركوني بسبب كلامه السيئ عن الجيش الإسرائيلي.  وأدينت تصريحاته باعتبارها عنصرية وانتقدها رئيس إسرائيل آنذاك موشيه كاتساف، وأعضاء الجالية المغربية، وممثلي حزب شاس،  وكذلك الموسيقيون الشرقيون مثل مرغليت تزاناني.  وقدم خيفير اعتذارًا علنيًا وكتب أغنية للمغنية زهافا بن. 

## الجوائز
في عام 1983، حصل خيفير على جائزة إسرائيل للأغنية العبرية،  ولمساهمته في موسيقى إسرائيل. 

## صور

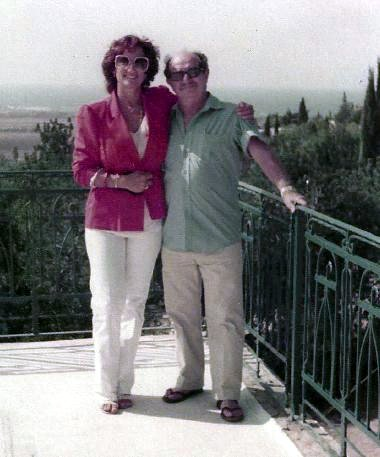
حاييم خيفير وراشيل حرماتي
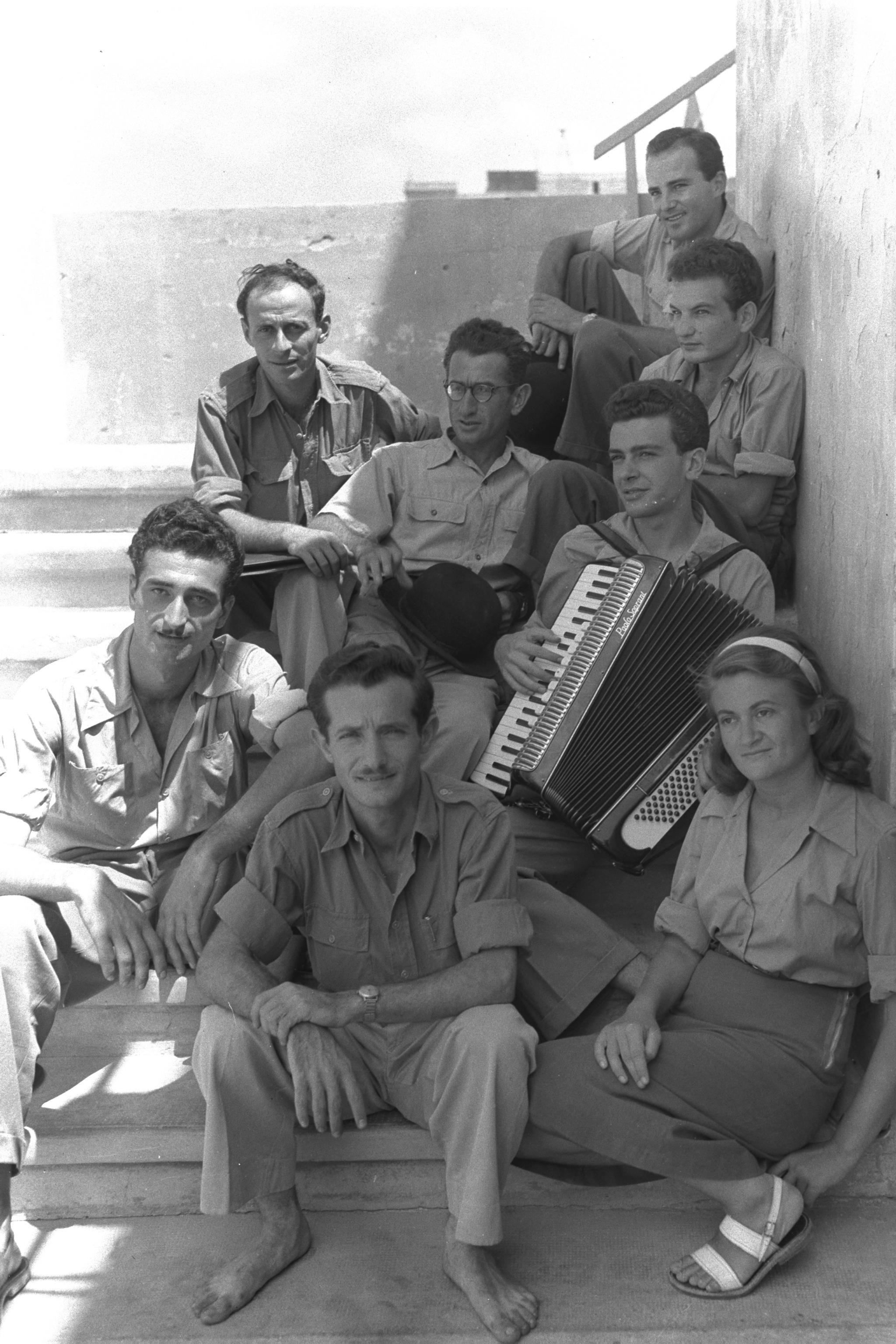
خيفير مع الشيزباترون، سبتمبر 1949

## أنظر أيضا
- موسيقى إسرائيل
- ثقافة إسرائيل
- قائمة الفائزين بجائزة إسرائيل